# Bastiglia (Grenoble)
La Bastiglia è una fortezza militare del XIX secolo, culminante a 476 metri di altitudine ai piedi del Prealpi della Chartreuse, e che domina la città di Grenoble in Francia di 264 metri. Raggiungibile in funivia, la Bastiglia, che dà anche il nome alla collina, è la prima attrattiva di Grenoble con 600 000 visitatori all'anno.